# Seth Stammler
Pour les articles homonymes, voir Stammler.
Seth Stammler est un footballeur américain, né le 29 septembre 1981 à  Columbus, Ohio, États-Unis. Il évolue comme défenseur avec le club des Red Bull New York depuis 2004.

## Clubs successifs
- 2004-:  MetroStars/Red Bull New York